# E. L. James
Erika Leonard  Mitchell (Londres, Inglaterra, 7 de marzo de 1963), conocida por su seudónimo E. L. James, es una autora británica. Es la escritora de la exitosa serie de novelas de romance erótico Cincuenta sombras, que dio lugar a una franquicia multimedia que incluye una trilogía cinematográfica del mismo nombre. Antes de esto, escribió la fan fiction de Twilight Master of the Universe, que sirvió de base para la serie Fifty Shades bajo el seudónimo en línea de Snowqueens Icedragon. En 2019 publicó su primer libro no relacionado con el mundo ficticio de Fifty Shades, The Mister, recibiendo una reacción crítica negativa.
Las novelas de Fifty Shades han vendido más de 150 millones de copias en todo el mundo, más de 35 millones de copias solo en Estados Unidos, y establecieron un récord en el Reino Unido como el libro de bolsillo más vendido de todos los tiempos. En 2012, la revista Time la nombró una de las "100 Personas Más Influyentes del Mundo".

## Vida y carrera
Erika Mitchell nació el 7 de marzo de 1963 en Willesden, Middlesex, hija de una madre chilena y un padre escocés que era camarógrafo de la BBC. Creció en Buckinghamshire.
James estudió en la escuela independiente Pipers Corner y en la escuela estatal de gramática para niñas Wycombe High School, en la ciudad de High Wycombe en Buckinghamshire, seguido por la Universidad de Kent en el sureste de Inglaterra, donde estudió historia.
Después de terminar la universidad, James se convirtió en asistente de gerente de estudio en la Escuela Nacional de Cine y Televisión en Beaconsfield.

### Cincuenta sombras
James escribió inicialmente un fanfiction bajo el seudónimo de Snowqueens Icedragon, su trabajo más notable fue Master of the Universe que era un fanfic (ficción derivativa) de Crepúsculo, que con el tiempo se convirtió en Cincuenta sombras de Grey. James ha manifestado su sorpresa por el éxito del libro y ha descrito la trilogía de Cincuenta sombras como: "Esta es mi crisis de mediana edad, con mayúsculas", dijo. "Todas mis fantasías en ese país, y eso es todo". James no comenzó a escribir hasta enero de 2009, tal y como dijo estando todavía en activo en fanfiction.net como Snowqueens Icedragon: "Empecé a escribir en enero de 2009 después de terminar la saga de Crepúsculo, y no he parado desde entonces".
El 1 de junio de 2015, la propia autora anuncia en sus redes sociales la publicación de un nuevo libro de la familia de la trilogía de Cincuenta sombras, se trata de Grey, la historia contada desde el punto de vista de Christian Grey. Su publicación se prevé inicialmente en EE. UU. para el 18 de junio de 2015, día que coincide con el cumpleaños del personaje ficticio, Grey. Posteriormente, también se publicará en español.

## Obras publicadas

### Saga de Cincuenta sombras
- Cincuenta sombras de Grey (Fifty Shades of Grey, 2011), trad. de Pilar de la Peña Minguell y Helena Trías Bello, publicada por Grijalbo en 2012
- Cincuenta sombras más oscuras (Fifty Shades Darker, 2012), trad. de Montse Roca, publicado por Grijalbo en 2012
- Cincuenta sombras liberadas (Fifty Shades Freed, 2012), trad. de  María del Puerto Barruetabeña Diez, publicado por Grijalbo en 2012
- Grey (Grey, 2015), trad de Anuvela, publicado por Grijalbo en 2015
- Más Oscuro (Darker, 2017), trad de Anuvela, publicado por Grijalbo en 2017
- Liberado (Freed, 2021), trad de Anuvela, publicado por Grijalbo en 2021

### Otras novelas
- Mister (The Mister, 2019), trad de Anuvela, publicado por Grijalbo en 2019